# هنريكي (لاعب كرة قدم برازيلي)
هنريكي (29 مايو 1989 بساو باولو في البرازيل - ) هو لاعب كرة قدم برازيلي في مركز الوسط. لعب مع غريميو بورتو أليغرينزي ونادي ساو كايتانو وCampinense Clube ‏ ونادي غريميو بارويري وCanoas Sport Club ‏ وEsporte Clube Taubaté ‏.